# Elen (Sängerin)

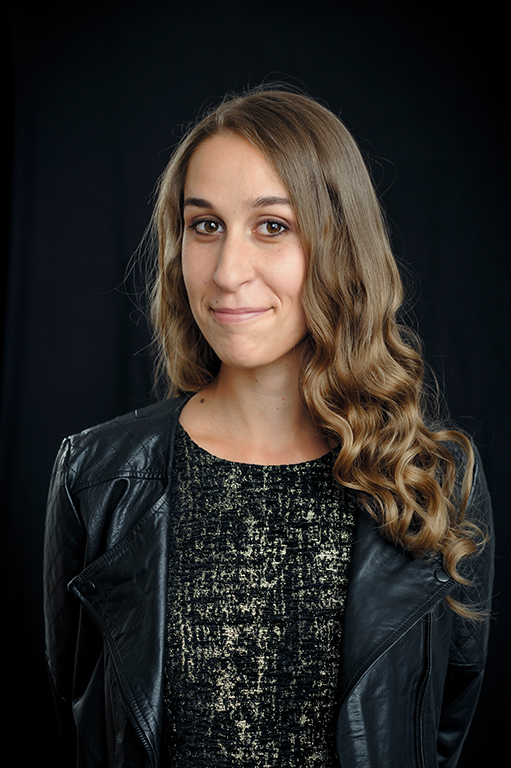
Elen, 2014

Elen (* 9. Oktober 1989 als Elen Wendt in Ost-Berlin) ist eine deutsche Sängerin und Songschreiberin.

## Leben
Elen wurde 1989 in Berlin-Marzahn geboren und wuchs dort mit einem Bruder auf. Bereits mit sechs Jahren begann sie, Gitarre zu lernen. Danach folgte Keyboard, und mit 14 Jahren begann sie, Schlagzeug in einer Coverband zu spielen. 
Elen begann mit 17 Jahren als Straßenmusikerin zu arbeiten. Bald konnte sie mit der Musik ihren Lebensunterhalt bestreiten. Es folgten Auftritte bei Radiosendern wie Radio Berlin 88,8. 2011 nahm sie an der Castingshow The Voice of Germany teil. Für ihre Version des Cyndi-Lauper-Titels Time After Time erhielt sie die Stimmen aller vier Juroren, schied aber in der nächsten Runde aus. Es folgten Auftritte beim ZDFtivi, beim ZDF-Morgenmagazin und in der ZDF-Drehscheibe. Für den Film Patong Girl sang sie das Titellied Will You Love Me in December, das als „Bester Song“ bei den Transgender Film Festival Awards 2015 ausgezeichnet wurde.
Per Crowdfunding finanzierte sie die Produktion des Albums Elen mit zwölf Titeln und der Single-Auskopplung Nobody Else. Beim Verkauf des Albums ging ein Euro an das Kinderhilfswerk Die Arche. Elen ist Botschafterin des Bundesverband Kinderhospiz e.V. und unterstützt das Kinderhilfswerk Die Arche.
Im Oktober 2015 folgten Auftritte bei Inas Nacht und mit Marius Müller-Westernhagen, u. a. bei MTV Unplugged. Im April 2016 sang sie bei der Grimme-Preis-Verleihung ein Lied vom Album Elen. 2016 verdiente sie ihr Geld erneut als Straßenmusikerin in Berlin. Weil sie keine Genehmigung bei der Bezirksverwaltung beantragt hatte, sollte sie mehrmals 400 Euro zahlen. Weil sie sich weigerte, wurde sie vor Gericht zu einer Geldbuße von 1.000 Euro verurteilt. Berliner Politiker der Linken kritisierten daraufhin die Richter am Amtsgericht Tiergarten und überreichten ihr 850 Euro.
Sie unterschrieb 2017 einen Vertrag bei der Plattenfirma Vertigo Records von Universal Music. 2018 zog sie von Berlin nach Hohensaaten, einem Ortsteil von Bad Freienwalde, und lebt dort mit ihrem Ehemann auf einem kleinen Bauernhof. Dort ist sie Gründerin eines Unternehmens, das Cannabispflanzen verkauft. Nach einem erneuten Auftritt in der Sendung Inas Nacht im Oktober 2019 erreichte ihr Song Liegen ist Frieden Platz 3 der iTunes-Charts.

## Diskografie (Auswahl)

### Alben
- 2015: Elen
- 2019: Liegen ist Frieden EP
- 2020: Blind über Rot

### Singles (Auswahl)
- 2019: Hallo
- 2022: Wovor hast du Angst
- 2023: Lost